# پنگوئن آفریقایی

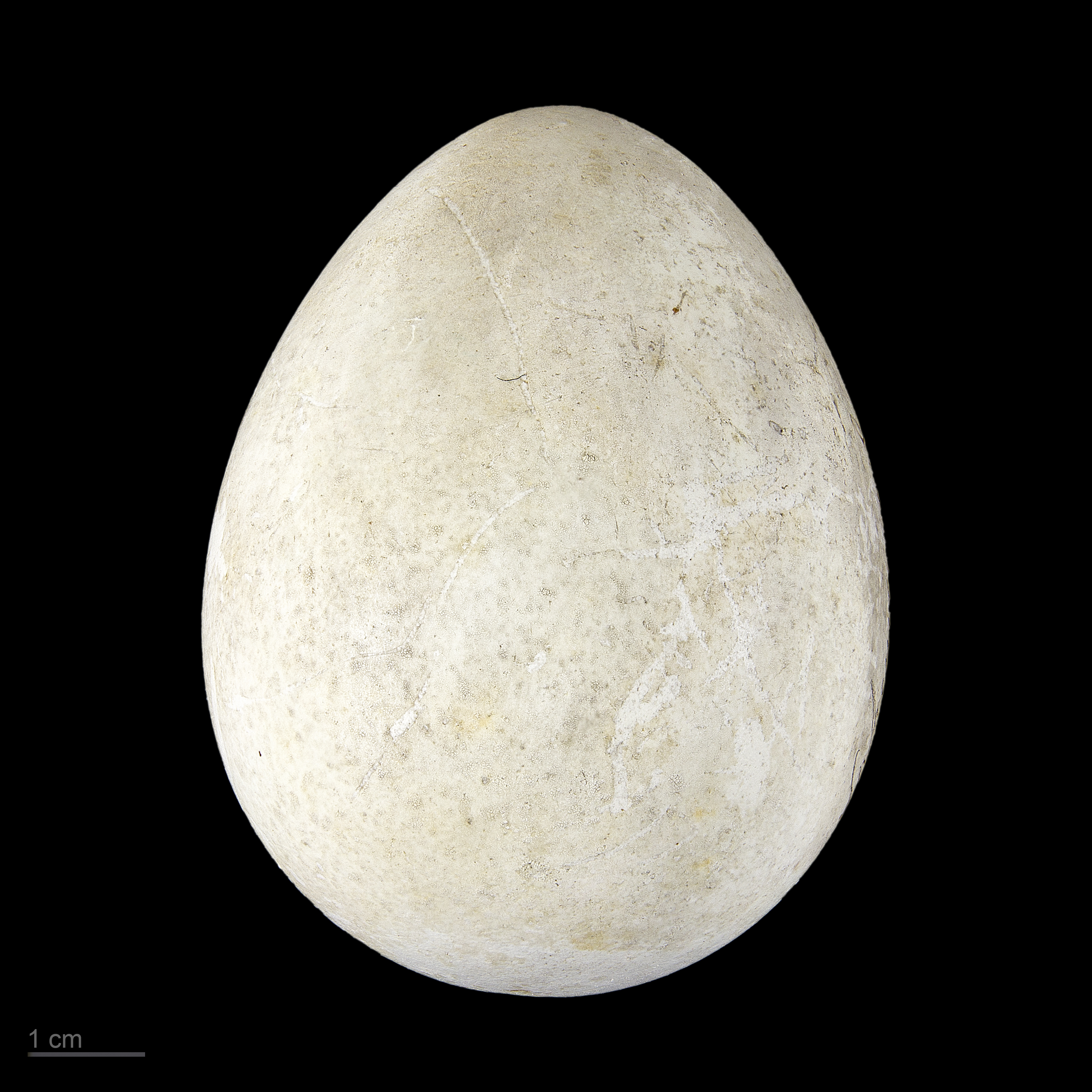
Spheniscus demersus

پنگوئن آفریقایی (Spheniscus demersus)، که به نام «پنگوئن پا سیاه» هم شناخته می‌شود، گونه‌ای پنگوئن ساکن آب‌های جنوب آفریقاست.
در گذشته آن را به خاطر صدایش، که بسیار شبیه به عرعر خر است، «خر پنگوئن» می‌نامیدند.